# 敏狐
敏狐（學名：Vulpes macrotis）是狐屬的一种，栖息在北美西部的干旱和半干旱地区，主要生活在美國西南部以及墨西哥北部和中部。这些狐狸是生活在北美的三种狐狸中最小的，也是全球最小的狐狸之一。由于其耳朵很大，有极佳的听觉，所以敏狐也被一些人視為非洲物種耳廓狐在北美洲的對應物種。

## 分類
雖然一些哺乳动物学家認為它與草原狐為同一物種，但是分子系统发生学表示这两个物种是不同的。这两个物种之间的杂交确实发生在它们的范围重叠的地方（新墨西哥州东部和德克萨斯州西部），但杂交的范围相当有限。
该物种的亚种名称尚未定調。尽管进一步分析没有发现任何亚种間的差异，但多达八个亚种已被提報。然而，尽管显然需要更具体地澄清，但大多数可用数据显示，由于地理隔离，加利福尼亚州聖華金谷的敏狐可能是獨特的亚种V. m. mutica，而其他敏狐則為另一亞種V. m. macrotis的異名。

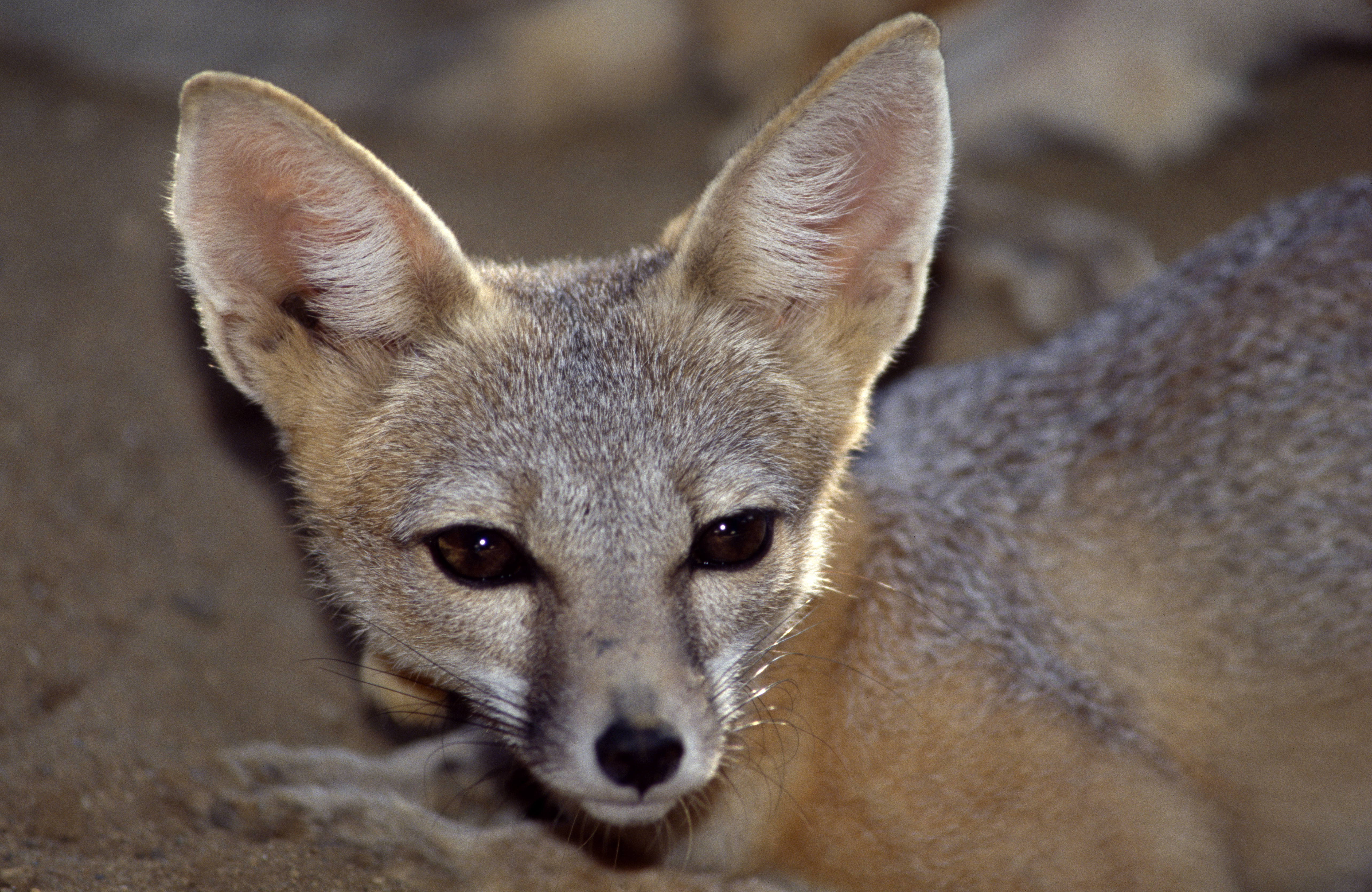
加利福尼亚州圣华金谷生物博物馆的內的敏狐

### 亞種
濒危的圣华金敏狐（學名：Vulpes macrotis mutica）是敏狐較大的亞種，它的平均體長為二十英寸，尾長為十二英寸。眼睛前面的口部兩側是黑色的，尾巴的尖端是黑色的。耳朵里的毛髮明顯是白色的，平均體重是四到五磅。該物種曾經在圣华金谷和加利福尼亚州中部大部分地区非常常见。其1990年數量估计为大約7,000隻。在被列入濒危物种名单近 50 年后，这些亚种仍然濒临灭绝。这个亚种正式于1967年3月3日被發現。2007年 9月26日，荒地公司宣布將指定684英亩（277 公顷）的木樁溪保護基地用作保护圣华金敏狐的栖息地。然而，圣华金敏狐的數量依然继续下降，其中的主要原因是栖息地严重丧失。其他因素包括来自赤狐的竞争和狼从加利福尼亚灭绝，这使得郊狼成为敏狐领地的主要捕食者，导致生态系统关系变得不平衡。

## 特徵
敏狐是北美已发现的犬科中最小的物种之一。它有一對大耳朵，長度在 71 到 95 毫米（2.8 到 3.7 英寸）之间，这有助于狐狸消散热量，並像耳廓狐一样有着卓越的听觉。这个物种几乎没有两性异形，雄性稍微大一点。平均體重在 1.6 至 2.7 公斤（3.5 至 6.0 磅）之间。身长为455至535毫米（17.9 至 21.1 英寸），尾巴很长（约占总长度的 40%），長度為260–323毫米（10.2–12.7 英寸）。
敏狐的毛髮颜色和质地因地理位置而异。一般来说，背部颜色是灰褐色或黄灰色的。灰蒙蒙的外观，通常頭頂的毛髮呈現黑色或用白色条纹分隔的两条黑色条纹。毛的長度不到50毫米长，在背部中央尤为突出。腿的底部有僵硬的毛來保护，这种特征可以改善松散的沙质表面的牵引力，并抵御极端温度。口部通常为黑色至棕色。尾毛浓密而呈現灰色，尖端是黑色，尾腺有一个明显的黑点。与灰狐不同，它的尾巴沒有縱向条纹。它的體色从黄色到灰色不等，背部通常比大部分毛色深。它的腹部和内耳毛色通常较浅。鼻子附近有明显的深色斑点。耳背是棕褐色或灰色的，底部变成浅黄色或橙色。肩膀、下侧、侧面和胸腔宽约25毫米的条纹颜色从淺黃色到橙色不等。

## 分布和環境
其分布範圍最北端是俄勒冈州的干旱地區。东部界限為科罗拉多州西南部。向南經内华达州、犹他州而延伸到加利福尼亚州东南部、亚利桑那州、新墨西哥州和德克萨斯州西部。
敏狐棲息在海拔400～1900米的干旱环境中，如沙漠灌木丛、荊棘叢、鹽生植物和草原，一般地面覆盖稀疏的地区更多。栖息地因区域动物而异。松散的纹理土壤可能被优先用于穴居，偶尔也会出现在农村和城市。它们主要在夜间及黄昏活动，在酷热的沙漠里不太活跃，喜歡停留在洞穴中，也会轮流使用不止一个洞穴。

## 飲食
敏狐是机会主义的杂食动物和食腐动物 ，主要食用肉食动物。在加利福尼亚的沙漠中，其主要猎物是梅氏更格卢鼠。其他常见的猎物包括兔形目、啮齿动物和昆虫。敏狐还吃鸟类、爬行动物、腐肉和鱼类動物，很少吃植物，但會吃如西红柿、仙人掌果的水果。不同的敏狐可以在同一个地方狩猎，但一般不在同一时间去打猎。敏狐也以藏匿食物和吃人类食物而闻名，其中黑尾兔為代表。

## 交配和生育

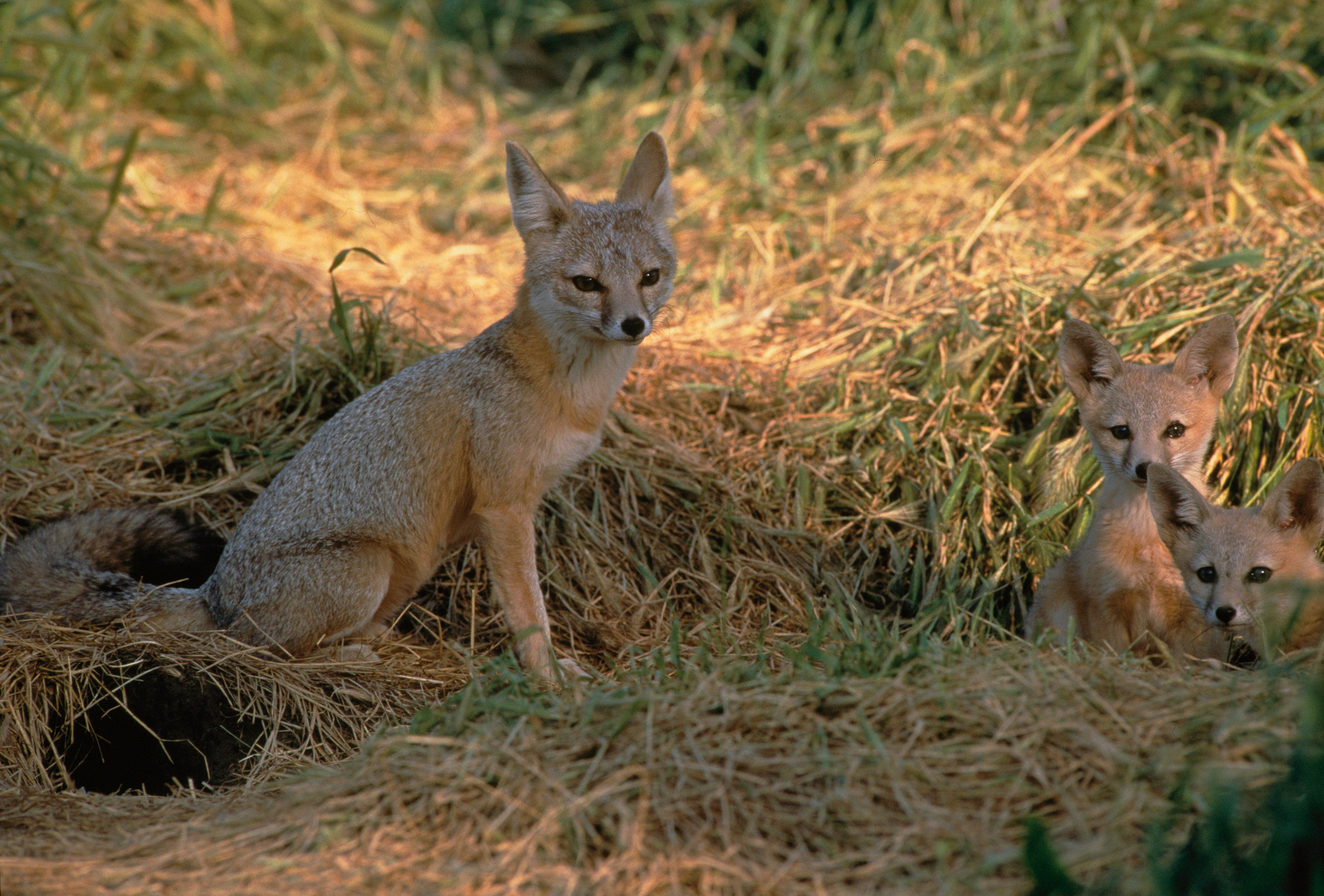
一個聖華金敏狐家庭

大多数研究表明，敏狐是一夫一妻制的，一对可以终身交配。偶尔也有一夫多妻制的报道，其中一只雄性可能会与多只雌性交配，交配時的敏狐全年在一起。雌性狐狸于 9 月和 10 月开始寻找生產巢穴，通常在做出最终选择之前，會参观和清理残骸。雄性和雌性敏狐通常在 10 月和 11 月建立交配对，雄性會說服雌性加入牠，并一直和牠在一起，直至他們交配完畢。它们从 12 月到 1 月至 2 月交配，典型的妊娠期为 49 到 55 天，在早春分娩，於出生在二月或三月，性别比例大致均匀。敏狐可以产一到七只幼崽，平均四只。
他们至少在四周后才从巢穴出来，大约八周后断奶，五到六个月大后独立。他们在十个月后性成熟。父母双方都参与抚养和保护他们的孩子。小敏狐大约一个月大就从巢穴里出来，每天花几个小时在入口外玩耍。在此期间，雄性似乎大部分时间都在打猎，后来，父母双方都提供食物，直到小敏狐在三到四个月大时开始与他们一起觅食。
敏狐的存活率和死亡率可能逐年显著变化。在圈养环境中，他们曾经活了10到12年，而野生敏狐的平均寿命是5.5年。一项加利福尼亚州对144只敏狐幼崽的研究表明，第一年幼崽的死亡率为74%。

## 外部鏈接
- （英文）ARKive – images and movies of the kit fox (Vulpes macrotis)
- （英文）NPS - information about Kit Fox in Joshua Tree National Park （页面存档备份，存于）